# Občina Trnovska vas
Občina Trnovska vas (slovinsky Občina Trnovska vas, německy Gemeinde Ternovetzdorf) je jednou z 212 občin ve Slovinsku. Nachází se v Podrávském regionu na území historického Dolního Štýrska. Občinu tvoří 7 sídel, její rozloha je 22,9 km² a k 1. lednu 2017 zde žilo 1 371 obyvatel. Správním střediskem občiny je vesnice Trnovska vas.

## Členění občiny
Občina se dělí na sídla:
- Biš
- Bišečki vrh
- Črmlja
- Ločič
- Sovjak
- Trnovska vas
- Trnovski vrh